# Diana Serra Cary
Diana Serra Cary (nacida Peggy-Jean Montgomery; 29 de octubre de 1918 - 24 de febrero de 2020), conocida como Baby Peggy, fue una actriz de cine infantil, vaudevillian, escritora e historiadora del cine mudo estadounidense. Fue la última persona superviviente con una carrera importante en el cine mudo.
Baby Peggy fue una de las tres principales estrellas infantiles del cine mudo de Hollywood, junto con Jackie Coogan y Baby Marie. Entre 1921 y 1924, realizó más de 150 cortometrajes para la Century Film Corporation. En 1922, recibió más de 1,2 millones de cartas de admiradores y en 1924 ya la apodaban "The Million Dollar Baby" por su salario anual de 1.5 millones de dólares ($26.7 millones en 2023). A pesar de su fama y riqueza infantiles, sus padres gestionaron mal sus finanzas y cuando alcanzó la mayoría de edad se encontró pobre y trabajando como extra en la década de 1930.
Interesada en la escritura y la historia desde su juventud, Montgomery encontró una segunda carrera como autora e historiadora del cine mudo en sus últimos años bajo el nombre de Diana Serra Cary. Fue autora de varios libros, entre ellos la novela histórica The Drowning of the Moon. También fue defensora de los derechos de los niños actores.

## Primeros años
Nació el 29 de octubre de 1918 en San Diego, California como Peggy-Jean Montgomery, la segunda hija de Marian (de soltera Baxter) y Jack Montgomery. Aunque algunas fuentes dan erróneamente su nombre de nacimiento como Margaret, la propia Cary, en su autobiografía, señala que efectivamente nació como Peggy-Jean. Además, explicó que las monjas católicas del hospital donde nació le recomendaron el nombre de Margaret, ya que Peggy era un nombre pagano. Sus padres rechazaron la sugerencia. Su hermana mayor, legalmente llamada Jack-Louise (1916–2005), se llamaba Louise u ocasionalmente Jackie.

## Carrera

### Actuación
Baby Peggy fue "descubierta" a los 19 meses, cuando visitó los Century Studios de Sunset Boulevard, en Hollywood, con su madre y un amigo cineasta. Su padre, Jack, antiguo vaquero y guarda forestal, había trabajado como doble de Tom Mix en varias de sus películas de vaqueros. Impresionado por el buen comportamiento de Peggy y su disposición a seguir las instrucciones de su padre, el director Fred Fishback la contrató para aparecer en una serie de cortometrajes con la estrella canina de Century, Brownie the Wonder Dog. La primera película, Playmates, de 1921, fue un éxito, y Peggy firmó un contrato a largo plazo con Century.

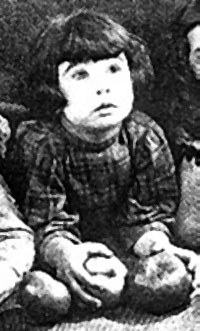
Baby Peggy en The Family Secret

Entre 1921 y 1924, Peggy realizó cerca de 150 cortometrajes cómicos para Century. Sus películas a menudo parodiaban largometrajes, temas sociales y estrellas de la época; en una de ellas, Peg O' The Movies, satirizó tanto a Rodolfo Valentino como a Pola Negri. También apareció en adaptaciones cinematográficas de novelas y cuentos de hadas, como Hansel and Gretel y Jack and the Beanstalk, comedias contemporáneas y algunos largometrajes.
En 1923, Peggy empezó a trabajar para los Universal Studios, donde participó en largometrajes dramáticos. Entre sus trabajos de esta época destacan The Darling of New York, dirigida por King Baggot, y la primera adaptación cinematográfica de Captain January. En consonancia con su estatus de estrella, las películas de Peggy para Universal se producían y comercializaban como "Universal Jewels", la clasificación más prestigiosa y cara del estudio. Durante esta época, también protagonizó Helen's Babies, junto a Clara Bow.
El éxito de las películas de Baby Peggy la lanzó a la fama. Cuando no estaba rodando, se embarcaba en extensas giras personales por todo el país para promocionar sus películas. También protagonizó varios sketches cortos en los principales escenarios de Los Ángeles y Nueva York, como el Grauman's Million Dollar Theatre y el Hippodrome. Su imagen apareció en portadas de revistas y se utilizó en anuncios de varias empresas y campañas benéficas. También fue nombrada mascota oficial de la Convención Demócrata de 1924 en Nueva York, y subió al escenario ondeando una bandera de Estados Unidos junto a Franklin Delano Roosevelt.

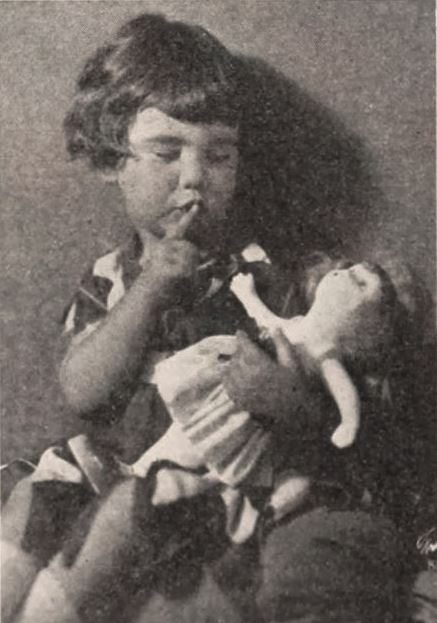
Baby Peggy sosteniendo una muñeca de Baby Peggy - junio de 1922

A la edad de 5 años, ya tenía su propia línea de artículos, que incluía muñecas a su imagen, partituras, joyas e incluso leche.
De niña, Frances Gumm (más tarde Judy Garland) tenía al menos una muñeca de Baby Peggy. Más tarde, Cary entablaría amistad con Garland y escribió en su autobiografía que creía que la madre de Garland había buscado la fama para sus hijos basándose en el éxito de Baby Peggy.

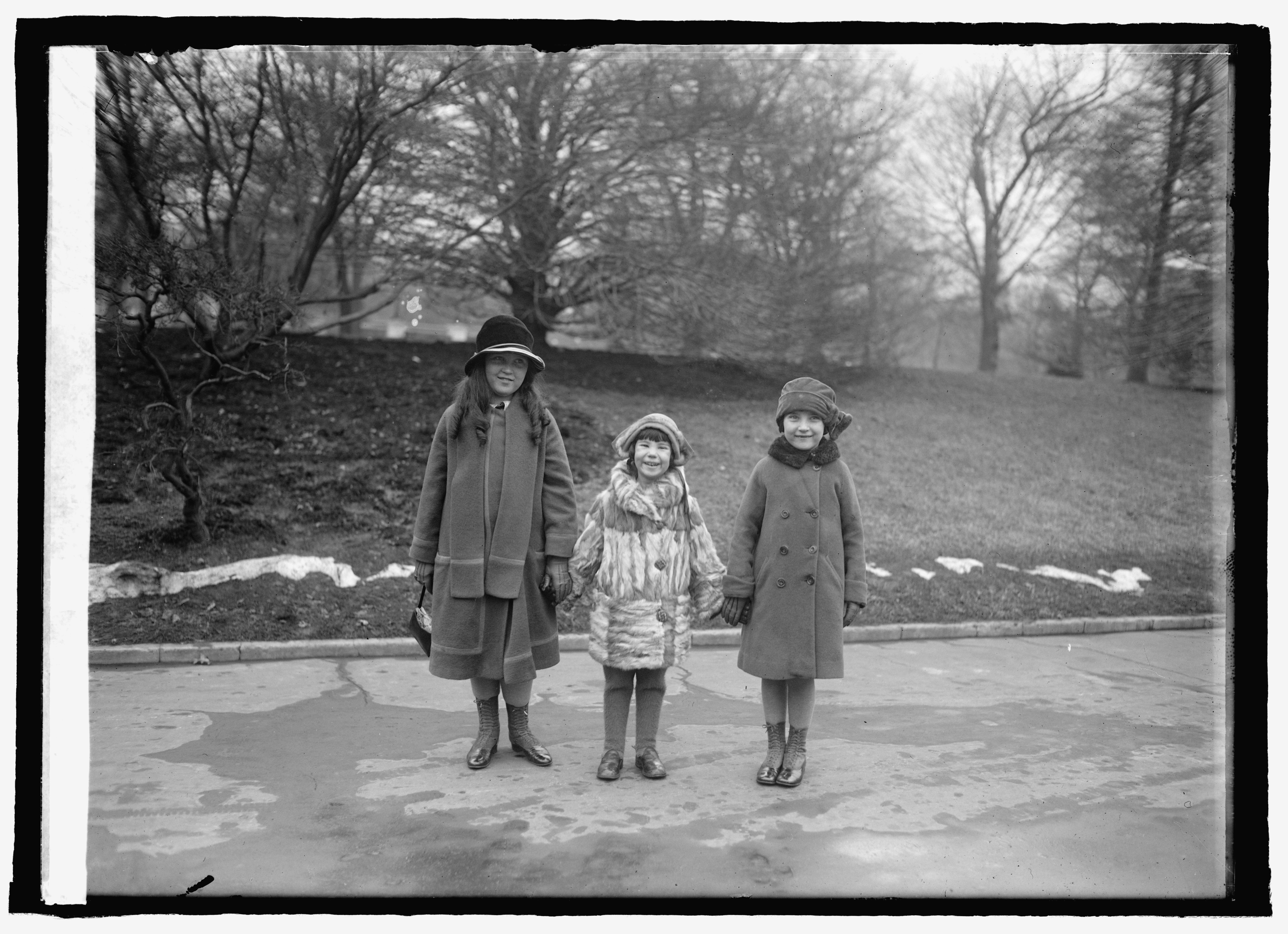
Bebé Peggy con Frances & Gene Quirk. Peggy se reunía con el presidente Coolidge en la Casa Blanca, Washington D. C., 2 de febrero de 1925

Mientras estuvo contratada por Century y Universal, Peggy obtuvo un salario impresionante. En 1923, tenía un contrato de 1,5 millones de dólares al año con la Universal ($26.7 en 2023); en sus giras de vodevil ganaba 300 dólares al día. Sus padres se encargaban de todas las finanzas y el dinero se gastaba en coches caros, casas y ropa. No se reservaba nada para el bienestar o la educación de Peggy o su hermana. A Peggy le pagaban cinco centavos por cada actuación en el vodevil. Debido a los gastos imprudentes y a la corrupción de su padre, toda su fortuna se esfumó antes de que llegara a la pubertad. Cuando Jackie Coogan, otra estrella infantil, demandó a sus padres en 1938, los padres de Peggy le preguntaron si iba a hacer lo mismo. Creyendo que no serviría de nada, Peggy no emprendió acciones legales. El caso de Coogan, y otros como el de Baby Peggy, acabaron inspirando la Coogan Act para proteger los ingresos de los niños actores.

### Condiciones de trabajo
Las condiciones de trabajo de Peggy, descritas en entrevistas posteriores y en su autobiografía, eran duras. De niña trabajaba ocho horas al día, seis días a la semana. Por lo general, se le pedía que hiciera sus propias acrobacias, como ser sumergida en el océano hasta desmayarse (Sea Shore Shapes), escapar sola de una habitación en llamas (The Darling of New York) y pasar por debajo de un vagón de tren (Miles of Smiles). Durante su estancia en Century fue testigo de varios casos de crueldad hacia los animales y vio cómo un elefante aplastaba hasta la muerte a un domador.
La escolarización de Peggy y de su hermana Louise fue, en el mejor de los casos, esporádica. Ninguna de las dos asistió a la escuela hasta el final de la época del vodevil; para su educación secundaria, trabajaron para pagarse la matrícula en la Lawlor Professional School, que ofrecía horarios flexibles y les permitía seguir actuando en películas.
La carrera de Baby Peggy estaba controlada por su padre, que la acompañaba al estudio todos los días y tomaba todas las decisiones sobre sus contratos. Su padre afirmaba a menudo que el éxito de Peggy no se basaba en su propio talento, sino en su capacidad para seguir órdenes sin rechistar.

### Desaparición de la carrera cinematográfica y trabajo en los escenarios
La carrera cinematográfica de Baby Peggy terminó bruscamente en 1925, cuando su padre se peleó con el productor Sol Lesser por su salario y canceló su contrato. Se encontró prácticamente en la lista negra debido a las acciones de su padre con el jefe de su estudio, y sólo pudo conseguir un papel más en el cine mudo, uno menor en la película de 1926 April Fool.
De 1925 a 1929, Peggy tuvo una exitosa carrera como actriz de vodevil. Aunque su rutina, que incluía un sketch cómico, canto y un monólogo dramático, fue recibida inicialmente con escepticismo, pronto se convirtió en un acto popular y respetado. Aunque se le prohibió "tocar en el Palace" debido a su corta edad, apareció en el escenario como invitada especial. Peggy y su familia recorrieron Estados Unidos y Canadá actuando en los principales escenarios, hasta que la familia se cansó de las giras.
Mientras actuaba en el vodevil, Peggy enfermaba con frecuencia de amigdalitis y otras dolencias; sin embargo, siguió trabajando. En What Ever Happened to Baby Peggy?, escribió: "En varias ocasiones salí al escenario tan enferma que tuvieron que poner cubos en los bastidores: Vomité en uno antes de hacer mi entrada, y en el segundo al salir, antes de cambiarme y volver a salir para mi bis." Su madre temía por su salud, otra razón para abandonar la dura vida de las giras.
Los padres de Peggy siguieron gastando en exceso después de que ella se viera apartada del cine, malgastando en lujos innecesarios gran parte de los US$2 million de dólares que había ganado. El padre de Peggy planeaba comprar un rancho y convertirlo en una escapada de lujo. Sin embargo, el crack bursátil de 1929 paralizó de inmediato los planes. Los Montgomery tuvieron que vender su casa de Beverly Hills y, tras hacer un depósito de 75.000 dólares por el terreno y la propiedad existente, se trasladaron al Wyoming rural, donde vivieron cerca de las montañas Jelm. A Peggy le pareció refrescante el cambio de ritmo y esperaba que sus días de actriz hubieran terminado. Sin embargo, la familia luchó por ganarse la vida y, como último esfuerzo, regresó a Hollywood a principios de la década de 1930, para disgusto de la adolescente Peggy. Ella declaró en una entrevista de 2012 que le pagaban tres dólares al día, y que muchos de los otros extras eran otras estrellas del cine mudo con las que había crecido, y que colectivamente consideraban el trabajo como el de "galeotes".
Peggy posó para fotos publicitarias con Douglas Fairbanks Sr., y firmó con un nuevo representante. Las esperanzas de un regreso se vieron frustradas por los falsos rumores de una mala prueba de cámara que nunca tuvo lugar. La familia recurrió a cupones de comida del Motion Picture & Television Fund. El Los Angeles School Board afirmó que Peggy tenía que ir a la escuela, y primero se matriculó en la Lawlor Professional School, una escuela con horario flexible para niños actores, y fue compañera de Mickey Rooney y Judy Garland. Más tarde asistió a la Escuela Preparatoria Fairfax mientras toda la familia se veía obligada a aceptar trabajos extra. Detestaba trabajar en la pantalla y se retiró poco después de aparecer en Having Wonderful Time en 1938.
En la primavera de 1940, la carrera de Peggy había caído tan bajo que el periodista Walter Winchell, en su columna On Broadway, informó de que Peggy y su marido Gordon Ayres vivían ahora en una pequeña habitación amueblada en ciudad de Nueva York, con sólo donuts para comer. Gordon Ayres trabajaba de camarero mientras Peggy buscaba un trabajo en la pantalla.

## Años post-actuación

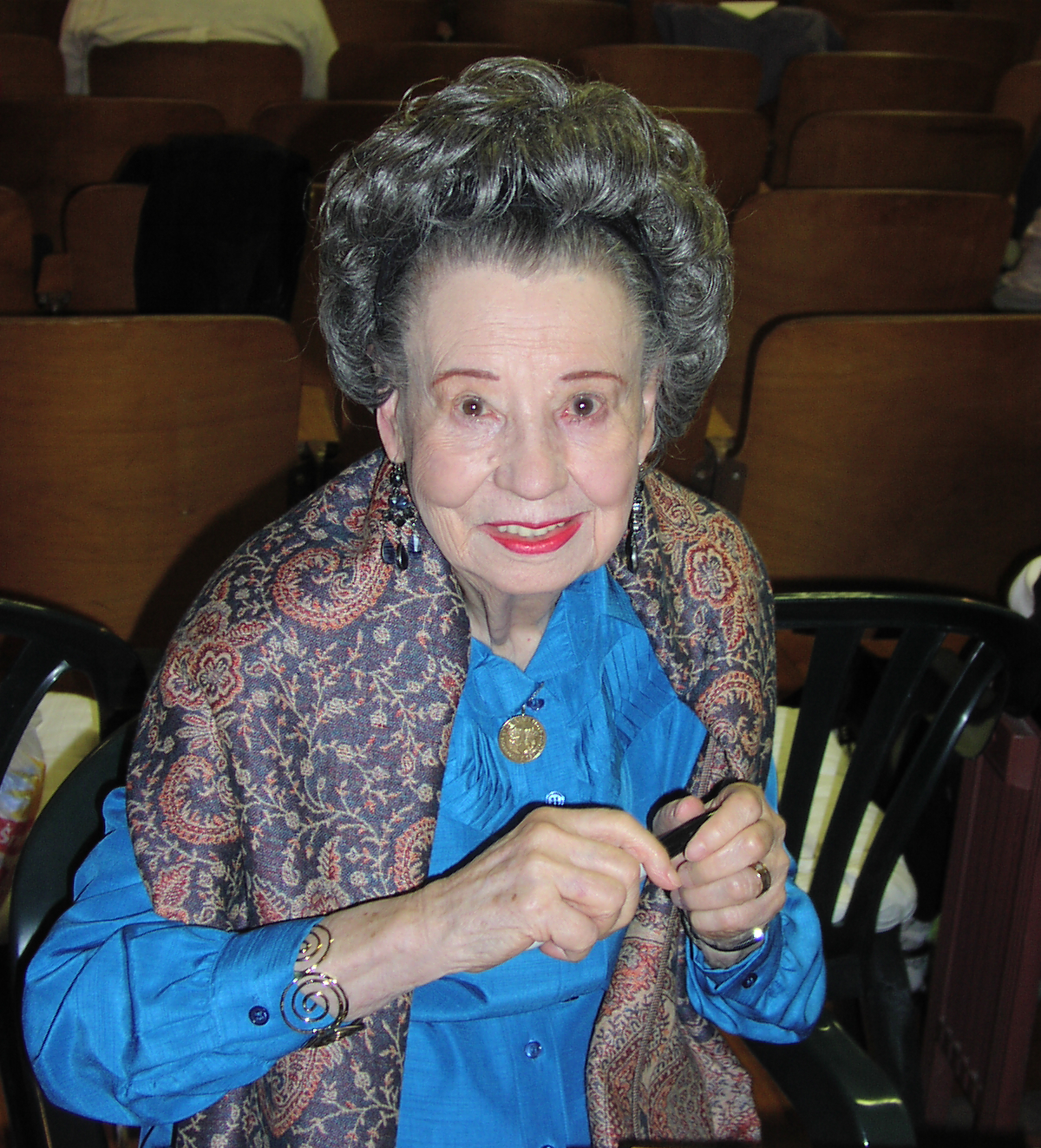
Diana Serra Cary en 2012

Peggy se casó con Gordon Ayres en 1938 y unos años más tarde adoptó el nombre de Diana Ayres en un esfuerzo por distanciarse de la imagen de Baby Peggy. Cuando trabajaba como guionista de programas de radio, descubrió que la gente que descubría su identidad estaba más interesada en su personaje de Baby Peggy que en sus habilidades como escritora. Más tarde cambió su nombre por el de Diana Serra Cary, explicando: "Tras mi divorcio [de Gordon Ayres] y cuando me hice católica, adopté Serra como nombre de confirmación. Cuando me casé con Bob [su segundo esposo] me convertí en Mrs. Cary."
Después de actuar, trabajó como telefonista, dependienta en una librería y encargada de una tienda de regalos, antes de dedicarse a escribir por su cuenta.
Con el tiempo, tras años de lucha emocional y de burlas por parte de los medios de comunicación y de la gente de Hollywood, Cary hizo las paces con su pasado de Baby Peggy. Tuvo una exitosa carrera como editora, historiadora y autora sobre temas de Hollywood, escribiendo, entre otras obras, una autobiografía de su vida como estrella infantil, What Ever Happened to Baby Peggy: The Autobiography of Hollywood's Pioneer Child Star, y una biografía de su contemporáneo y rival llamado Jackie Coogan: The World's Boy King: A Biography of Hollywood's Legendary Child Star.
De adulta, Cary trabajó en numerosos libros sobre los comienzos de la industria cinematográfica, los cowboys de Hollywood y las duras condiciones de trabajo de las estrellas infantiles en Hollywood. Al final de su autobiografía, relata el destino de numerosas estrellas infantiles, como Judy Garland y Shirley Temple. También abogó por reformas en las leyes de protección de los intérpretes infantiles como miembro de la organización "A Minor Consideration".
Cary apareció en numerosos documentales de televisión y entrevistas sobre su trabajo, e hizo apariciones como invitada en festivales de cine mudo. A los 99 años, Cary autopublicó su primera novela, The Drowning of the Moon.

## Vida personal
A los diecisiete años, tratando de escapar de la industria cinematográfica y de los planes de sus padres para su vida, Cary se escapó de casa y alquiló un apartamento con su hermana Louise. En 1938 se casó con el actor Gordon Ayres, al que conoció en el rodaje de Ah, Wilderness! Se divorciaron en 1948. En 1954 se casó con el artista Robert "Bob" Cary (a veces llamado Bob Carey). Tuvieron un hijo, Mark. Estuvieron casados hasta la muerte de Bob Cary en 2001. Vivió muchos años en Gustine, California, cerca de Modesto.

## Muerte
Peggy murió en su casa en Gustine, California el 24 de febrero de 2020, a los 101 años.

## Honores
El 8 de noviembre de 2008, diez días después de su cumpleaños número 90, Cary fue homenajeada en el Edison Theatre de Niles, California, con la proyección de dos de sus largometrajes, Helen's Babies y Captain January.
Las huellas de las manos y la firma de Diana Serra Cary se conservan en cemento en el exterior del Vista Theater de East Hollywood. La película "Tips" de Baby Peggy fue la primera que se proyectó en el cine cuando se inauguró en 1923.
Desde 2012, se ha intentado conseguir para Cary una estrella en el Paseo de la Fama de Hollywood a través de una campaña de micromecenazgo, pero a fecha de 2021 aún no se ha conseguido. El 3 de diciembre de 2012, Turner Classic Movies presentó por primera vez el documental de 2011 Baby Peggy: The Elephant in the Room, y desde entonces se ha vuelto a emitir en varias ocasiones, como junto a la primera emisión de la versión restaurada por la Biblioteca del Congreso de The Family Secret el 25 de octubre de 2015, con motivo del cumpleaños número 97 de Cary.
En 2018, Cary fue homenajeado en el 54th Annual Cinecon Classic Film Festival con el Cinecon Legacy Award acompañado de una proyección del largometraje restaurado Helen's Babies con una partitura de estreno mundial del compositor Scott Lasky. Fue interpretada por la Famous Players Orchestra en el Grauman's Egyptian Theater. Demasiado enfermo para asistir, Lasky voló a Gustine, California, y grabó una entrevista con Cary en la que hablaba del rodaje de la película y de sus coprotagonistas, Clara Bow y Edward Everett Horton. Se proyectó antes del largometraje.

## Películas

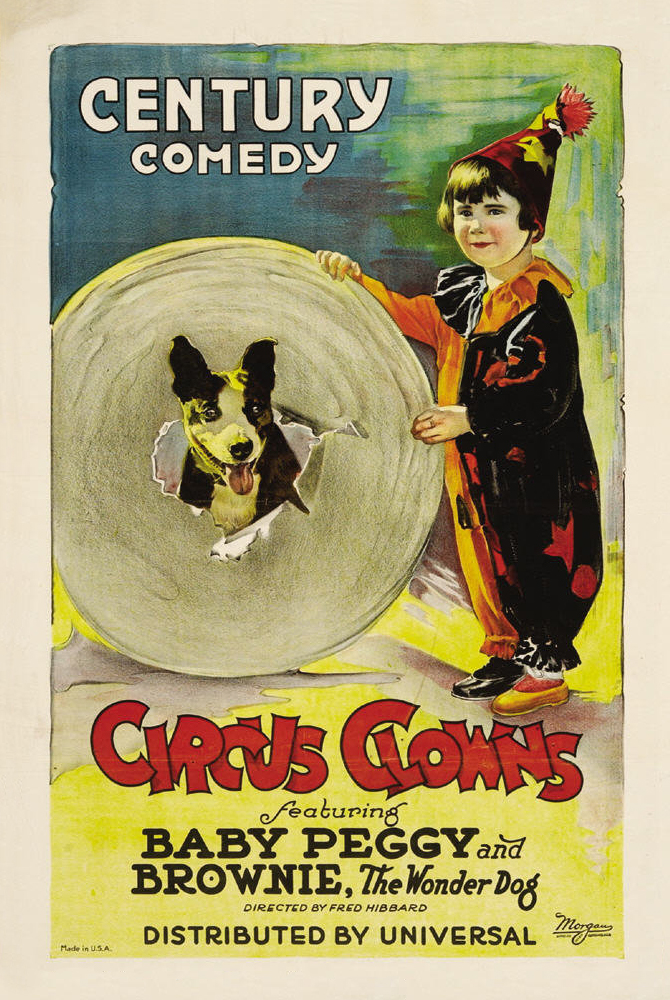
Poster de Circus Clowns, dirigida por Fred Fishback (1922)

La gran mayoría de las películas de Baby Peggy de Cary no han sobrevivido y los registros relacionados con su producción también se han perdido. Además, otra actriz de más edad llamada Peggy Montgomery (1904–1989) participó en películas wéstern de Hollywood entre 1924 y 1929; sus créditos se confunden a veces con los de Baby Peggy. Las filmografías de los principales sitios web están incompletas, y a veces son incorrectas, debido a estos factores.
Un puñado de cortometrajes de Baby Peggy, entre ellos Playmates, Miles of Smiles y Sweetie, han sido descubiertos y conservados en archivos cinematográficos de todo el mundo, incluido el Museum of Modern Art de la ciudad de Nueva York. Los largometrajes The Family Secret, April Fool, Captain January y Helen's Babies también han sobrevivido, son actualmente de dominio público y han sido restaurados y puestos a la venta por varios distribuidores de películas independientes. También se rumorea que existe una copia completa de The Law Forbids, pero no ha salido a la luz pública. Además, han aparecido y se han restaurado fragmentos de algunas obras, como The Law Forbids, The Darling of New York y Little Red Riding Hood.
En 2016, se anunció que su película perdida de 1924 Out Pet había sido redescubierta en Japón.

### Filmografía

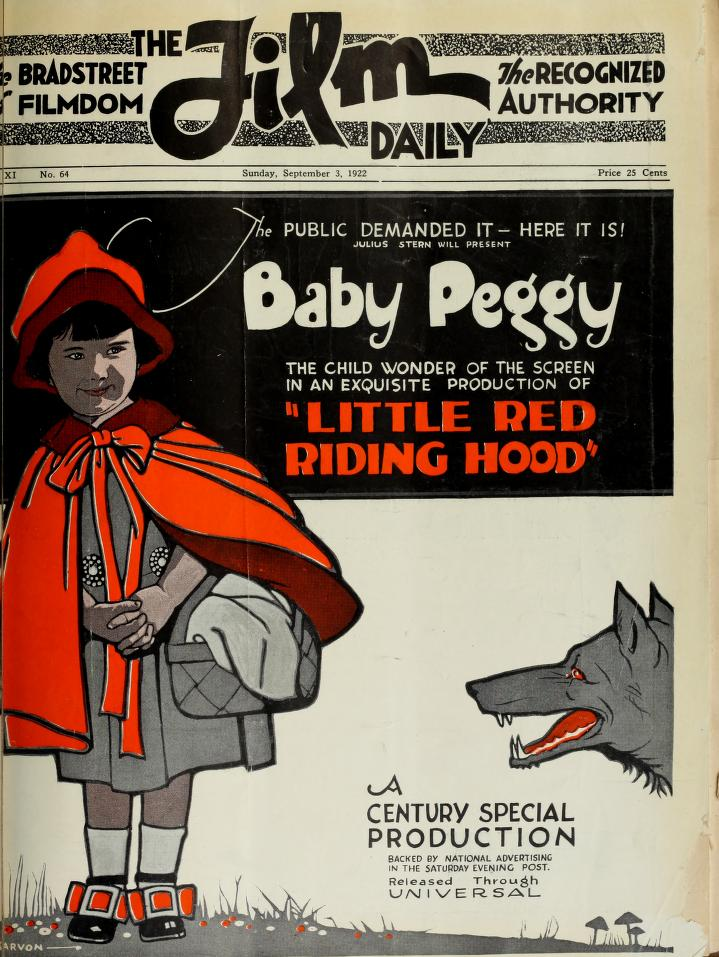
3 de septiembre de 1922, portada de The Film Daily

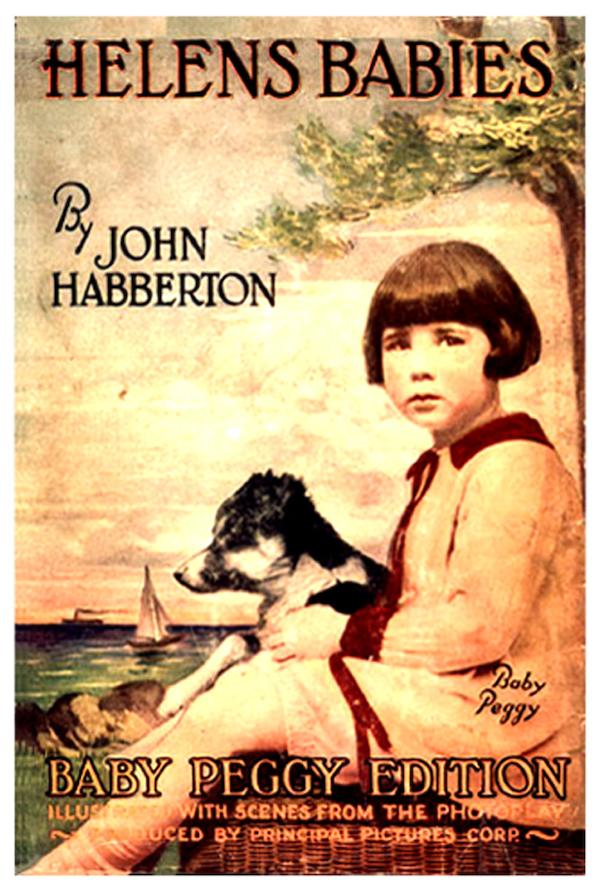
Helen's Babies, edición de Baby Peggy

Según documentan las investigaciones del  Museum of Modern Art.
| Año  | Título                 | Papel                   | Notas                            |
| ---- | ---------------------- | ----------------------- | -------------------------------- |
| 1921 | Her Circus Man         |                         |                                  |
| 1921 | On with the Show       |                         |                                  |
| 1921 | The Kid's Pal          |                         |                                  |
| 1921 | Playmates              |                         | acreditada como Peggy Montgomery |
| 1921 | On Account             |                         |                                  |
| 1921 | Pals                   |                         |                                  |
| 1921 | Third Class Male       |                         |                                  |
| 1921 | The Clean Up           |                         |                                  |
| 1921 | Golfing                |                         |                                  |
| 1921 | Brownie's Little Venus |                         |                                  |
| 1921 | A Week Off             |                         |                                  |
| 1921 | Brownie's Baby Doll    |                         |                                  |
| 1921 | Sea Shore Shapes       |                         |                                  |
| 1921 | A Muddy Bride          |                         |                                  |
| 1921 | Teddy's Goat           |                         |                                  |
| 1921 | Get-Rich-Quick Peggy   |                         |                                  |
| 1921 | Chums                  |                         |                                  |
| 1922 | The Straphanger        |                         | Sin confirmar                    |
| 1922 | Circus Clowns          |                         |                                  |
| 1922 | The Little Rascal      |                         |                                  |
| 1922 | Fools First            | Little girl             |                                  |
| 1922 | Little Red Riding Hood | Little Red Riding Hood  |                                  |
| 1923 | Peg o' the Movies      | Peg                     |                                  |
| 1923 | Sweetie                |                         |                                  |
| 1923 | The Kid Reporter       | Peggy                   |                                  |
| 1923 | Taking Orders          |                         |                                  |
| 1923 | Nobody's Darling       |                         |                                  |
| 1923 | Tips                   |                         |                                  |
| 1923 | Little Miss Hollywood  | Little Miss Hollywood   |                                  |
| 1923 | Miles of Smiles        | The Twins (doble papel) |                                  |
| 1924 | Our Pet                |                         |                                  |
| 1924 | The Flower Girl        |                         |                                  |
| 1924 | Stepping Some          |                         |                                  |
| 1924 | Poor Kid               |                         |                                  |
| 1923 | Hansel and Gretel      |                         |                                  |
| 1924 | Jack and the Beanstalk |                         |                                  |
| 1924 | Such Is Life           |                         |                                  |
| 1924 | Peg o' the Mounties    |                         |                                  |

| Año  | Título                  | Papel                             | Notas                                                     |
| ---- | ----------------------- | --------------------------------- | --------------------------------------------------------- |
| 1921 | Fool's Paradise         | Niña                              | Sin acreditar                                             |
| 1922 | Little Miss Mischief    |                                   |                                                           |
| 1922 | Penrod                  | Baby Rennsdale                    | acreditada como Peggy Jane                                |
| 1922 | Peggy, Behave!          | Peggy                             |                                                           |
| 1923 | Hollywood               | Ella misma (cameo)                | Película perdida                                          |
| 1923 | Carmen Jr.              |                                   |                                                           |
| 1923 | The Darling of New York | Santussa                          | acreditada como Baby Peggy Montgomery                     |
| 1924 | The Law Forbids         | Peggy                             |                                                           |
| 1924 | Captain January         | Captain January                   |                                                           |
| 1924 | The Family Secret       | Peggy Holmes                      |                                                           |
| 1924 | Helen's Babies          | Toodie                            |                                                           |
| 1926 | April Fool              | Irma Goodman                      |                                                           |
| 1926 | The Dangerous Dub       | Rose Cooper                       |                                                           |
| 1926 | Prisoners of the Storm  | Joan Le Grande                    |                                                           |
| 1932 | Off His Base            | Peggy                             | acreditada como Peggy Montgomery                          |
| 1934 | Eight Girls in a Boat   | Hortense                          | acreditada como Peggy Montgomery                          |
| 1934 | The Return of Chandu    | Judy Allen, invitada de la fiesta | Sin acreditar                                             |
| 1935 | Ah, Wilderness!         | colegiala en graduación           | Sin acreditar                                             |
| 1936 | Girls' Dormitory        | colegiala                         | acreditada como Peggy Montgomery                          |
| 1937 | Souls at Sea            | Bit Role                          | Sin acreditar                                             |
| 1937 | True Confession         | cazadora de autógrafos            | Sin acreditar                                             |
| 1938 | Having Wonderful Time   | Extra                             | Sin acreditar Título alternativo: Having a Wonderful Time |